# 北海道道442号サロマ湖公園線
北海道道442号サロマ湖公園線（ほっかいどうどう442ごう サロマここうえんせん）は、北海道北見市常呂町内を結ぶ一般道道（北海道道）である。

## 概要

### 路線データ
- 起点：北海道北見市常呂町字岐阜（国道238号・国道239号交点）
- 終点：北海道北見市常呂町字栄浦（国道238号・国道239号交点）
- 路線延長：9.9 km

## 歴史
- 1962年（昭和37年）8月1日 路線認定[1]。

## 地理

### 通過する自治体
- オホーツク総合振興局
  - 北見市

### 交差する道路
北見市
- 国道238号・国道239号 - 常呂字岐阜（起点）
- 国道238号・国道239号 - 常呂字栄浦（終点）

起点から常呂町栄浦まで、オホーツク自転車道（北海道道1087号網走常呂自転車道線の北海道道を除く区間）と重複

### 沿線にある施設など
北見市
- サロマ湖
- ワッカ原生花園